# Son Seals
Frank "Son" Seals (13 de agosto de 1942 – 20 de diciembre de 2004) fue un guitarrista y cantante norteamericano de música blues.

## Biografía
Seals nació en Osceola (Arkansas), donde su padre, Jim "Son" Seals, regentaba un pequeño juke joint. Comenzó a actuar profesionalmente a la edad de 13 años, primero como batería con Robert Nighthawk y más tarde como guitarrista. A los 16, comenzó a tocar en el T-99, un club de clase alta, junto su cuñadoa Walter "Little Walter" Jefferson. Allí tocaron junto a prominentes músicos de blues como Albert King, Rufus Thomas, Bobby Bland, Junior Parker y Rosco Gordon. Sus variados estilos contribuyeron a que Seal desarrollara sus propias técnicas. Mientras tocaba en el T-99, también fue introducido en el género country-western por Jimmy Grubbs, quien ocasionalmente requería a Seals para tocar la guitarra o la batería con su banda. A los 19 años formó su propio grupo, Son Seals and the Upsetters, para actuar en el to Rebel Club de Osceola. Los miembros de la banda fueron Johnny Moore (“Old Man Horse") al piano; Alvin Goodberry a la batería, guitarra, bajo o piano; Little Bob Robinson como vocalista y Walter Lee “Skinny Dynamo” Harris al piano. Poco después, un empresario de Little Rock, Arkansas, propuso a  “Little Walter” ir a tocar a su club, y cuando este rechazó la oferta, el empresario se lo ofreció a Seals.
En 1971, Seals se mudó a Chicago. Su carrera dio un giro cuando fue descubierto por Bruce Iglauer de Alligator Records en el Flamingo Club del South Side de Chicago. Su álbum debut, The Son Seals Blues Band, fue publicado en 1973. El álbum incluyó los sencillos "Your Love Is Like a Cancer" y "Hot Sauce". Le siguió Midnight Son (1976) y Live and Burning (1978). Seals publicó un buen número de álbumes en las siguientes dos décadas, todos con el sello Alligator Records, incluyendo Chicago Fire (1980), Bad Axe (1984), Living in the Danger Zone (1991), Nothing but the Truth (1994) and Live: Spontaneous Combustion (1996). Fue galardonado con el W.C. Handy Awards en 1985, 1987 y 2001.
El escritor Andrew Vachss, amigo de Seals, usó su influencia para promover su música. Vachss inclyó a Seals en algunas de sus novelas y coescribió junto a él algunos de los temas del álbum Lettin' Go, publicado en 2000. Vachss dedicó su novela Mask Market a la memoria de Seals.
En 2002, Seals participó en el álbum tributo a Bo Diddley, Hey Bo Diddley – A Tribute!, interpretando el tema "My Story" (también conocido como "Story of Bo Diddley").
Seals tuvo una vida dura. Sobrevivió a todos, menos uno, de sus catorce hermanos. En 1997 recibió un disparo en la mandíbula por su esposa, sufriendo lesiones que requirieron cirugía reconstructiva. En 1999 le fue amputada parte de una pierna como resultado de complicaciones con su diabetes. Su casa fue destruida por un incendio mientras él se encontraba de gira y le fueron robadas algunas de sus más preciadas guitarras.
Seals falleció en 2004 en Chicago a los 62 años de edad por complicaciones de la diabetes.
En 2009 Son Seals fue incluido en el Salón de la fama del Blues, en la categoría de intérpretes.

## Discografía
| Año  | Álbum                        | Sello     |
| ---- | ---------------------------- | --------- |
| 1973 | The Son Seals Blues Band     | Alligator |
| 1976 | Midnight Son                 | Alligator |
| 1978 | Live and Burning             | Alligator |
| 1980 | Chicago Fire                 | Alligator |
| 1984 | Bad Axe                      | Alligator |
| 1991 | Living in the Danger Zone    | Alligator |
| 1994 | Nothing but the Truth        | Alligator |
| 1996 | Live: Spontaneous Combustion | Alligator |
| 2000 | Lettin' Go                   | Telarc    |
| 2002 | Deluxe Edition               | Alligator |